# Remiszew Duży
Remiszew Duży [rɛˈmiʂɛf ˈduʐɨ] est un village polonais de la gmina de Repki dans le powiat de Sokołów et dans la voïvodie de Mazovie, au centre-est de la Pologne.
Il est situé à environ 7 kilomètres au sud-est de Sokołów Podlaski et à 93 kilomètres à l'est de Varsovie.